# Haematopus bachmani
El ostrero negro norteamericano (Haematopus bachmani) es una especie de ave caradriforme de la familia Haematopodidae endémica de la costa occidental de América del Norte.

## Distribución
Se distribuye en la costa occidental de Norteamérica, desde la islas Aleutianas en Alaska, hasta la península de Baja California en México.
Se alimenta en la zona intermareal, principalmente de invertebrados, como moluscos, mejillones, cangrejos, isópodos y percebes. Utiliza su pico fuerte para sacar los alimentos.
Aunque la subespecie no se considera amenazada, el tamaño de la población mundial se estima de entre 8900 a 11 000 aves.